# Wulkan drzemiący

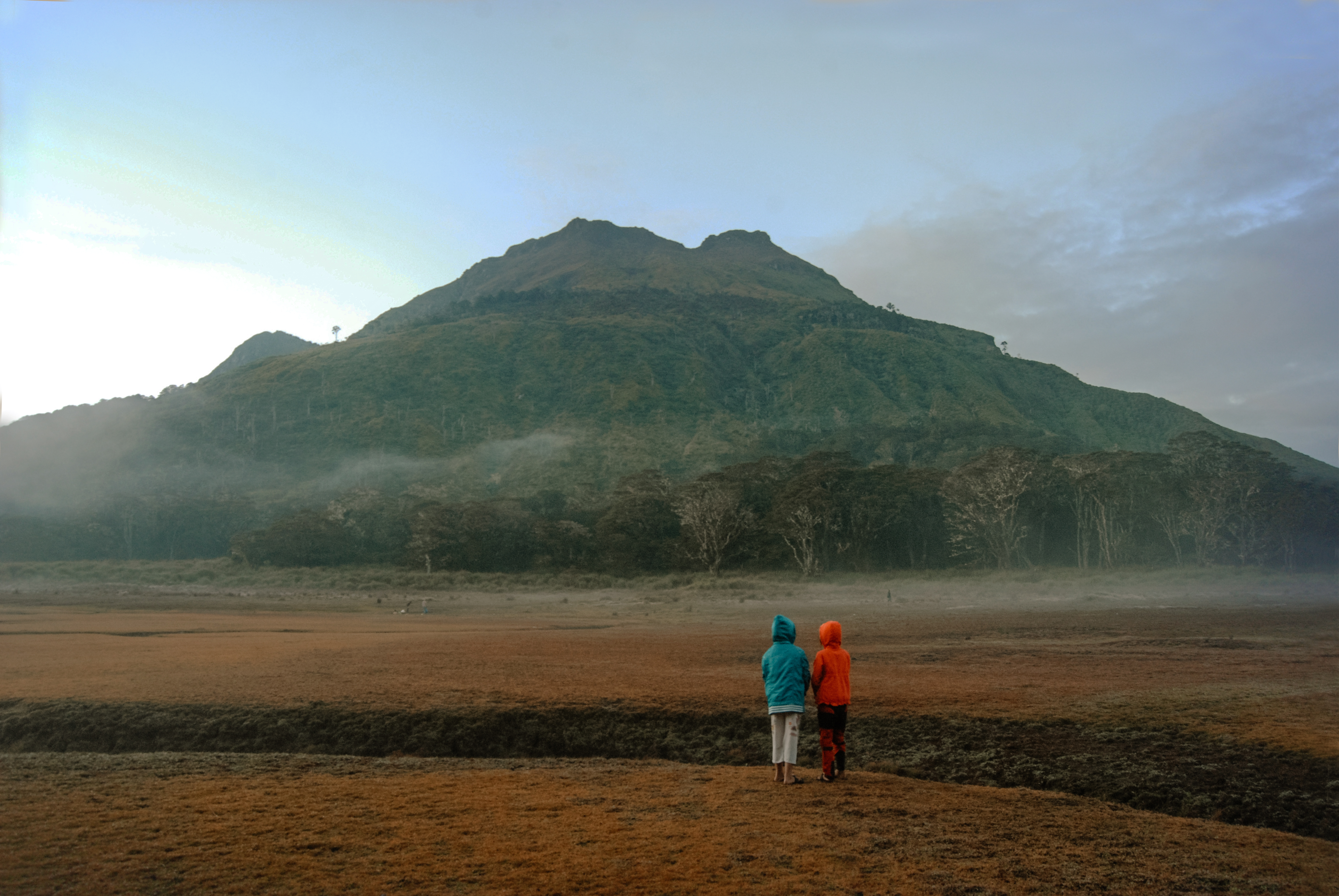
Wulkan drzemiący (Apo)

Wulkan drzemiący – wulkan pozostający w stanie długotrwałego uśpienia (nawet rzędu tysięcy lat). Erupcja takiego wulkanu mogła zostać zaobserwowana w czasach historycznych, ale obecnie nie wykazuje aktywności, z wyjątkiem w postaci ekshalacji, które nie występują na wygasłych wulkanach. Jest to taki wulkan, który zdaniem wulkanologów może jeszcze wznowić działalność. Przykładem jest np. Mauna Kea.